# Rulfingen
Rulfingen is een plaats in de Duitse gemeente Mengen, deelstaat Baden-Württemberg.